# Конституционализъм
Конституцията е сборник от писани и неписани принципи и правила, които посочват източниците, целите, границите и употребата на публичната власт. Конституцията е върховният закон на една страна и постановява основните норми и условията за упражняването на властта. В повечето съвременни държави конституционните правила са описани в единен писмен документ. Изключение правят Великобритания, Израел, Саудитска Арабия и някои новосъздадени малки държави, които нямат писмена конституция. Там действат редица законови актове, обичайното право и решенията на парламента.
Сред основните цели на конституцията е да предпази обществото от тиранична, произволна и безотговорна публична власт. Конституцията оформя законовата рамка на процедурите и правата, които ограничават действията на държавата. Конституцията задава границите на политическата власт. Тя включва необходимите политически инструменти, осигуряващи свобода и равенство на гражданите като разделение на властите, форма на управление, избирателна система и др.
Конституционализмът предполага наличието на баланс между държавната власт и правата на гражданите. Той олицетворява идеята, че има зададени определени граници, които не могат да бъдат нарушени или лесно изменени от страна на упражняващите публичната власт. Тоест гражданите имат гаранцията за това, че който и да е на власт ще се придържа към този набор от законови правила. Това означава, че властта няма да преминава отвъд вече установените граници на своите правомощия. Като следствие от това гражданите са сигурни, че държавата ограничава действията си и не навлиза в частната сфера на индивида. До голяма степен легитимността на властта в представителните демокрации зависи от това дали тя спазва конституционно определените ѝ правомощия.
 : Статията се основава на или съдържа материал от Краткия политически речник на термините на Българското училище за политика.